# Cédric Villani
Cédric Villani (* 5. říjen 1973 Brive-la-Gaillarde, Corrèze, Francie) je francouzský profesor matematiky působící na Lyonské univerzitě a ředitel matematického výzkumného ústavu Henriho Poincarého při Sorbonně, který se zabývá především parciálními diferenciálními rovnicemi, matematickou fyzikou a teorií chaosu. Pracuje zejména na teorii parciálních diferenciálních rovnic s využitím ve statistické mechanice. V roce 2010 získal Fieldsovu medaili.
Ve francouzských parlamentních volbách 2017 se stal poslancem Národního shromáždění na kandidátce Macronova centristického hnutí En Marche! v obvodu Essonne. V úvodním kole obdržel 47 % hlasů a z dominantní pozice pak vyhrál druhé kolo ziskem 69,36 % platných hlasů.